# MISAKI (AV女優)
MISAKI（みさき、1983年12月4日 - ）は、日本のAV女優。
東京都出身。身長：158cm
スリーサイズ：B83・W56・H84、Cカップ 
：マークスジャパン所属

## 略歴
- 2004年超美脚・抜群のモデル体型のMISAKI登場、2004年2月に『初撮 MISAKI（セル）/初めまして…。（レンタル）』でVIPよりAVデビュー。
- 2004年9月に、『強淫凌辱8 MISAKI』でプレステージよりセルデビューを果たした。

MIHARU（みはる）として出演している作品がある。

## 作品

### アダルトビデオ
2004年
- 初撮 MISAKI（セル）/初めまして…。（レンタル）（2月20日（セル）/2月27日（レンタル）、VIP）
- まるごと MISAKI （3月26日（セル）/3月31日（レンタル）、VIP）
- 強淫凌辱8 （9月17日、プレステージ）
- 競泳水着 水中中出しレッスン （10月7日、アイエナジー）

2005年
- 清楚な素人お姉さん役代行ナンパ？で、やられた素人男達 （1月20日、ブリット）
- きれいなお姉さんのワキ[脇]（2月17日、ディープス）
- タクシー運転手に聞いたワイセツ情事 （5月25日、ホットエンターテイメント）
- 筆下ろし最高峰 3 （6月20日、ホットエンターテイメント）
- 限界4時間 ラストラス SEXY GIRLS 女優編 2 （7月8日、ラストラス）
- キャバクラ嬢をこのようにしてアフターに誘いこみヤリまくったぜ最高 2 （7月25日、ホットエンターテイメント）
- バスでよく見る憧れのお姉さんは痴女!! （8月23日、メディアステーション）
- Theレイプ 美少女狩り （9月3日、クリスタル映像）
- 好きです騎乗位 RIBON 4時間 BEST （9月16日、メディアバンク）※総集編
- SPO GAL （11月12日、フリービジョン）
- 東京インモラル MISAKI （11月17日、桃太郎映像出版）
- 憧れの巨乳痴女お姉さん4時間 （12月9日、メディアステーション）
- 東京交尾天国 act.13 MISAKI登場 （12月16日、無敵会）

2006年
- めがねっ娘…。 3 （1月31日、メディアステーション）

2007年
- TOP OF THE HIPS! （12月1日、無敵会）

2008年
- 絶対服従 ～被虐運命に逆らえない女達～ （2月28日、アレックス）
- 人妻の下着汁 （12月12日、スマイリー）

2009年
- 好色縄話 接吻 （1月23日、スマイリー）